# Joe Wilder
Joe Wilder (22. února 1922 Colwyn, Pensylvánie, USA – 9. května 2014 New York City, New York, USA) byl americký jazzový trumpetista, hráč na křídlovku a hudební skladatel.
Hudbě se začal věnovat pod vlivem svého otce, který hrál na kontrabas. Ve svých devatenácti letech se připojil k big bandu Lese Hitea. Když se vrátil z války, začal hrát s hudebníky, jako byli Jimmie Lunceford, Herbie Fields, Lucky Millinder, Noble Sissle, Dizzy Gillespie nebo s orchestrem Count Basieho.
Vydal několik alb pod svým jménem a spolupracoval i s dalšími umělci, mezi které patřili Gil Evans, Dizzy Gillespie, Trigger Alpert, Sonny Stitt, Mundell Lowe, Yusef Lateef nebo Jimmy Heath. V roce 2008 získal ocenění NEA Jazz Masters. Zemřel o šest let později na městnavé srdeční selhání ve věku dvaadevadesáti let.